# Juda
Juda (hebrejsky יְהוּדָה, moderní přepis: Jehuda; fonetický přepis: Jəhûḏā, „Ten, který chválí“) je hebrejské jméno s variantami „Judah“, „Judas“ a „Jude“. V civilním kalendáři toto jméno není, v katolickém připadá svátek na 28. října spolu s Tadeášem.

## Nositelé jména
- Juda (biblická postava) – syn Jákoba
- Juda Tadeáš – apoštol
- Jidáš Iškariotský – apoštol, zrádce Ježíše
- Juda Makabejský – vůdce Makabejského povstání
- Jehuda ben Becalel – rabi Löw
- Jehuda ha-Levi – středověký básník
- Jehuda Amichai – izraelský básník
- Yehudi Menuhin – americký houslista
- Jude Law – anglický herec

### Fiktivní nositelé jména
- Juda Ben Hur – hlavní hrdina slavného románu Ben Hur od Lewise Wallace
- neblahý Juda – hlavní hrdina románu Neblahý Juda od Thomase Hardyho